# 히지정
히지정(일본어: 日出町 히지마치[*])은 일본 오이타현 중부에 있는 하야미군의 정이다.

## 지리
오이타현 중부, 구니사키 반도 남단부, 오이타시에서 벳푸만을 따라 북쪽으로 약 25km 떨어진 곳에 위치한다. 인접한 벳푸시, 기쓰키시와 함께 일찍이 같은 하야미군으로서 역사를 공유해 "벳키하야미(別杵速見)"로 불리며 시민 생활, 문화 등에서의 관계가 매우 강하다. 또 경제적으로 오이타 도시권에 속해 오이타시와의 관계도 깊다.
최근에는 오이타시, 벳푸시의 베드타운이자 구니사키 지역 반도체 공장의 베드타운으로 인구 증가가 현저하고 현의 상공업 중심인 오이타시 이상의 인구 증가율을 자랑한다.

### 인접한 자치체
- 벳푸시
- 기쓰키시
- 우사시

## 역사
- 1889년 4월 1일 - 정촌제 시행으로 하야미군 히지정·도요오카촌·후지와라촌·오가미촌·가와사키촌이 성립하였다.
- 1898년 3월 19일 - 도요오카촌이 정으로 승격해 도요오카정이 되었다.
- 1954년 3월 31일 - 히지정·도요오카정·후지와라촌·오가미촌·가와사키촌 등 5개 정촌의 대등 합병으로 새로운 히지정이 되었다.

## 경제
히지성 옆의 벳푸만 연안에서 포획되는 가자미는 "시로시타카레이(城下かれい)"로 불리며 전국적으로 유명하다.

## 교통

### 철도
- 규슈 여객철도 닛포 본선

### 도로
- 오이타 자동차도
- 국도 제10호선
- 국도 제213호선